# Haras national de Rodez
Le haras national de Rodez (1809 - 2017) est l'un des anciens Haras nationaux français, situé dans le département de l'Aveyron.

## Histoire
La fondation de la chartreuse de Rodez a été autorisée par lettres patentes du roi Louis XII et a eu lieu le 30 mars 1513. Les guerres de religion ont ensanglanté le pays et retardé sa construction qui a été lente. Il ne reste plus que l'église de cette époque qui est aujourd’hui écurie no 1. L’église a été consacrée en 1529 par l'évêque de Rodez, François d'Estaing.
Les bâtiments sont formés d'une ancienne chartreuse du XVIe siècle qui fait partie du chemin de Saint-Jacques-de-Compostelle, le haras s'y établit en 1809, à la suite d'un décret de Napoléon Ier.
Situé au centre-ville de Rodez dans un parc de six hectares, l'ensemble est remarquable par son porche d’entrée, sa cour d'honneur avec un cadran solaire, ses écuries aménagées dans une ancienne chapelle voûtée, et la charpente de l'écurie des chevaux de trait. Il dispose d'une forge, d'une sellerie, d'un manège et d'un marcheur.
Après avoir eu pour fonction la production de chevaux militaires, ce haras s'est réorienté, comme tous les autres, vers l'organisation d'événements culturels. En 2009, à l'occasion de son bicentenaire, il produit un grand spectacle dans le cadre des Journées du Patrimoine. Il organisait régulièrement des spectacles équestres,.
Le haras national de Rodez a fermé ses portes le 29 juin 2017.
Le Conseil Départemental loue actuellement l'espace au tiers-lieu ruthénois Station A.

## Description du site
L'ancienne chartreuse a été inscrite au titre des monuments historiques le 6 novembre 1942 pour son grand portail, les façades et toitures des bâtiments adjacents, les tours rondes de l'ancienne enceinte, et l'écurie contenant des vestiges de l'ancienne chapelle.

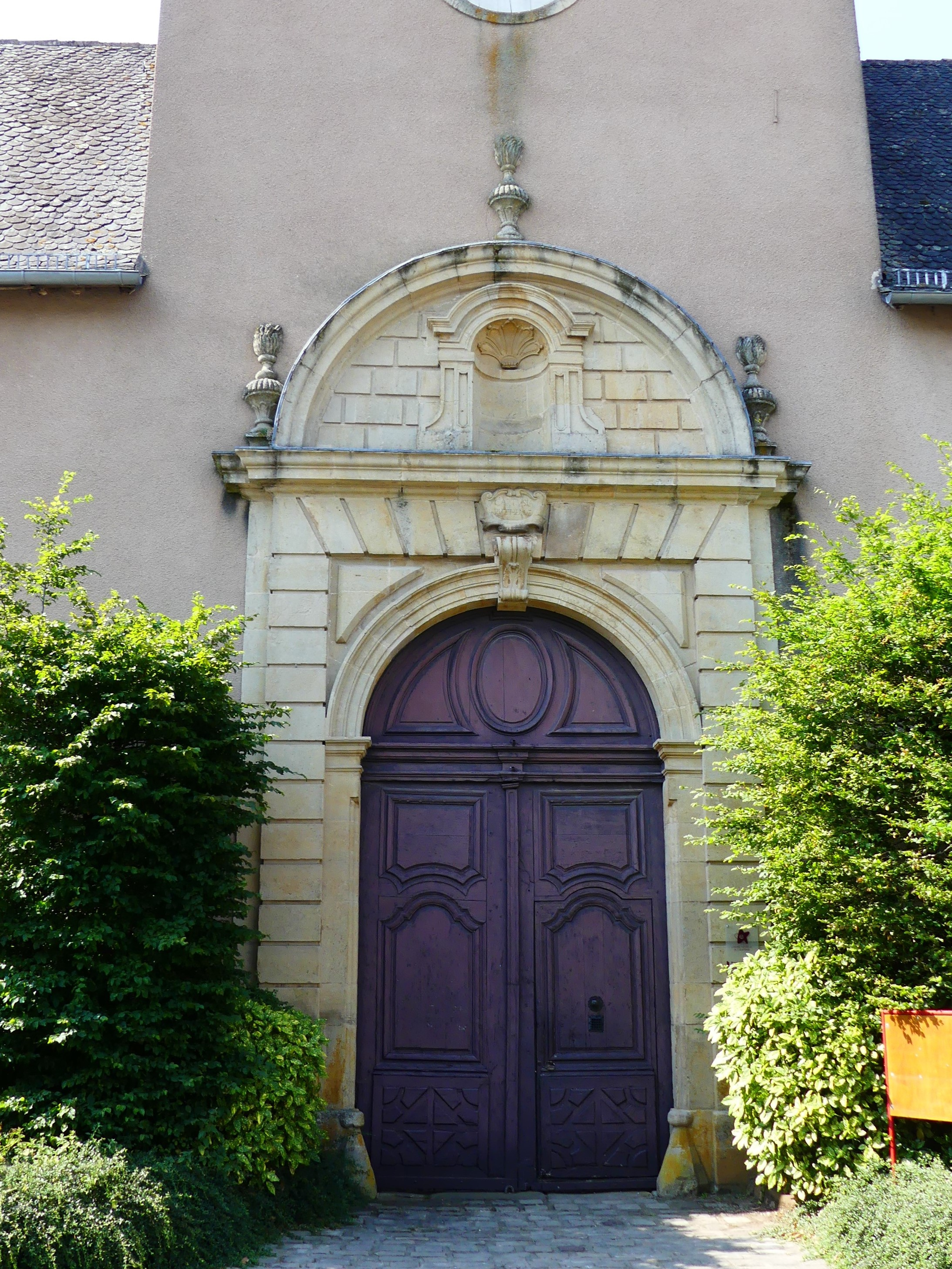
Le portail du bâtiment d'entrée.
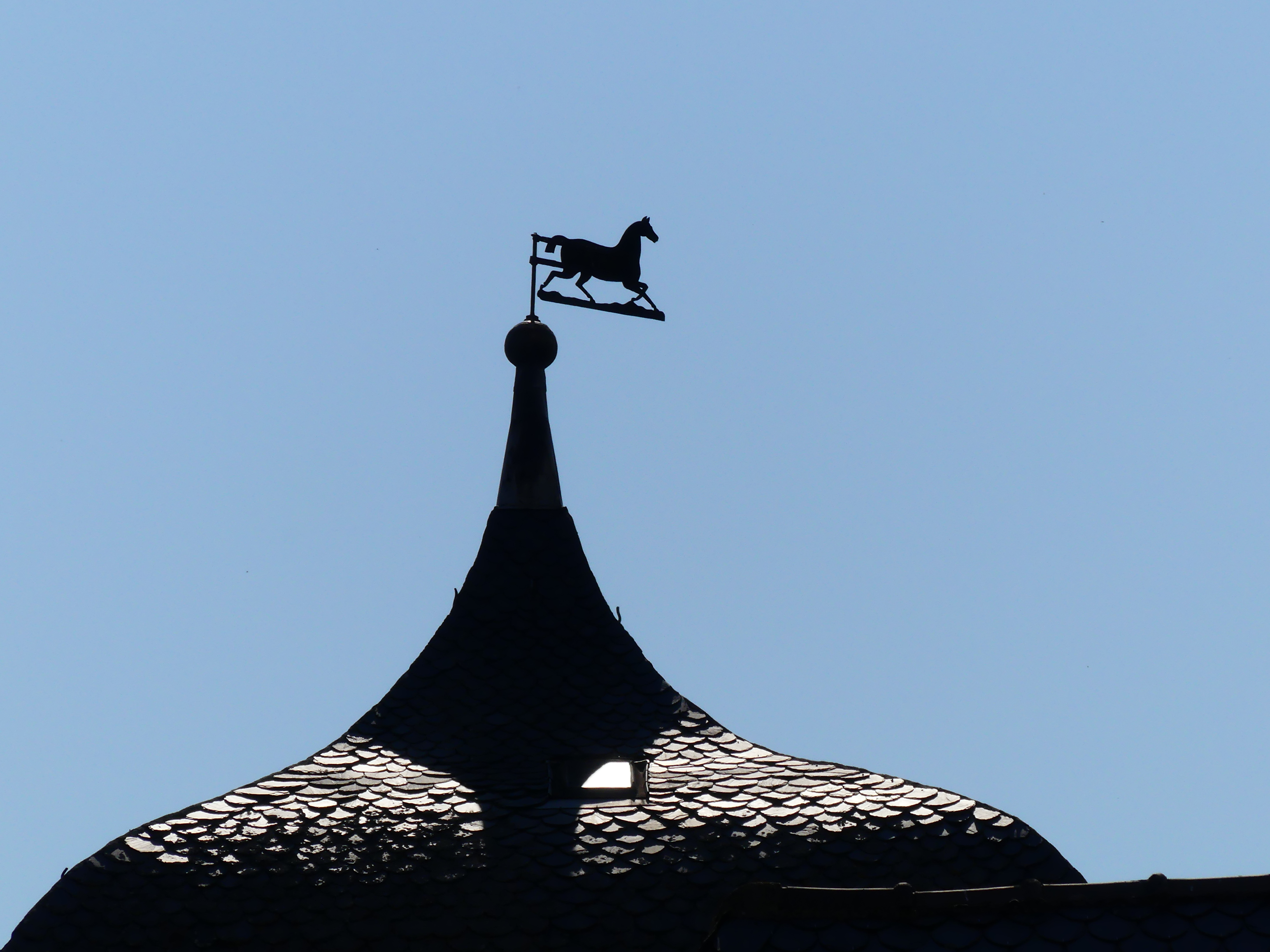
La girouette du bâtiment d'entrée.
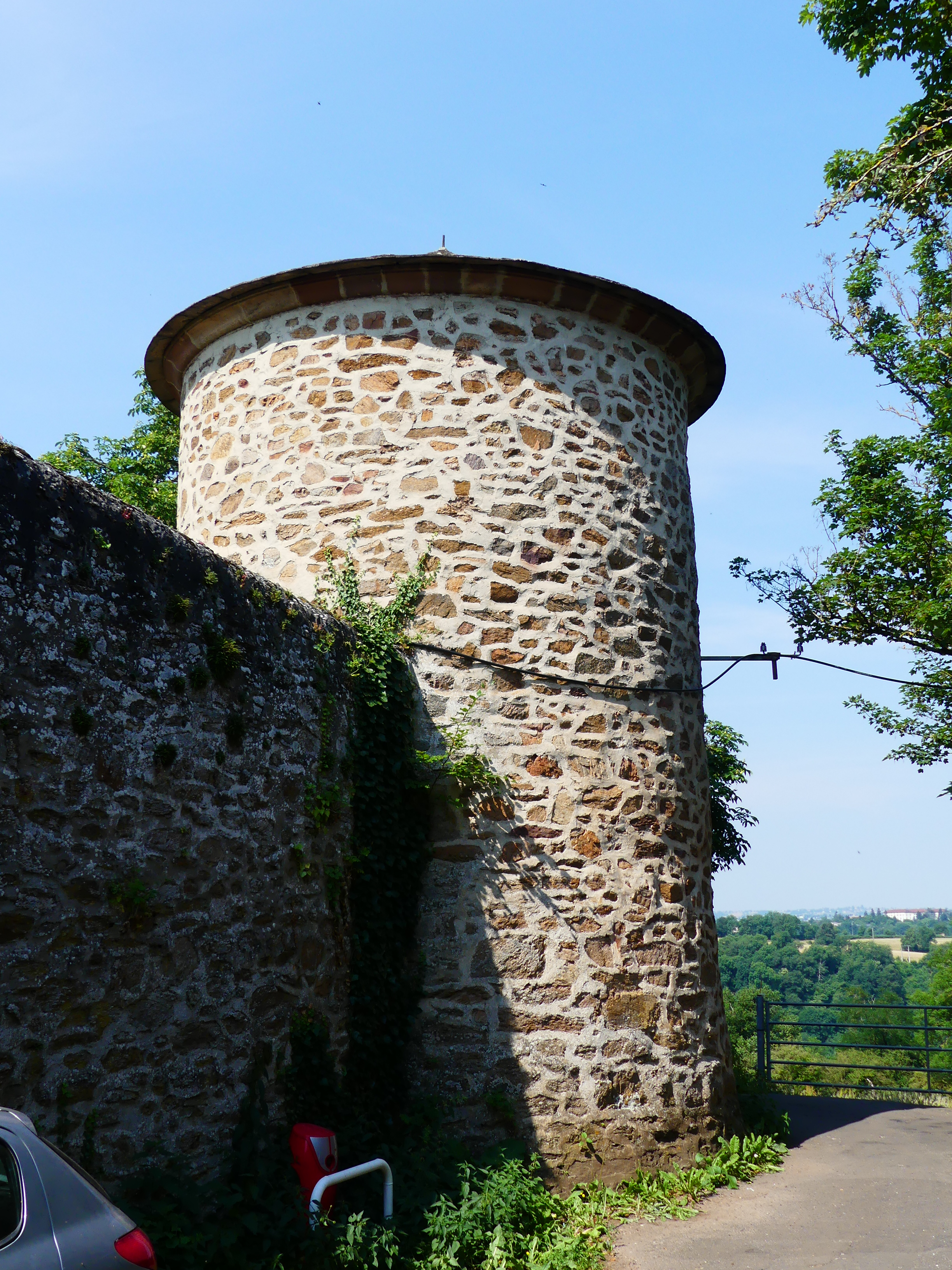
Une ancienne tour d'enceinte.
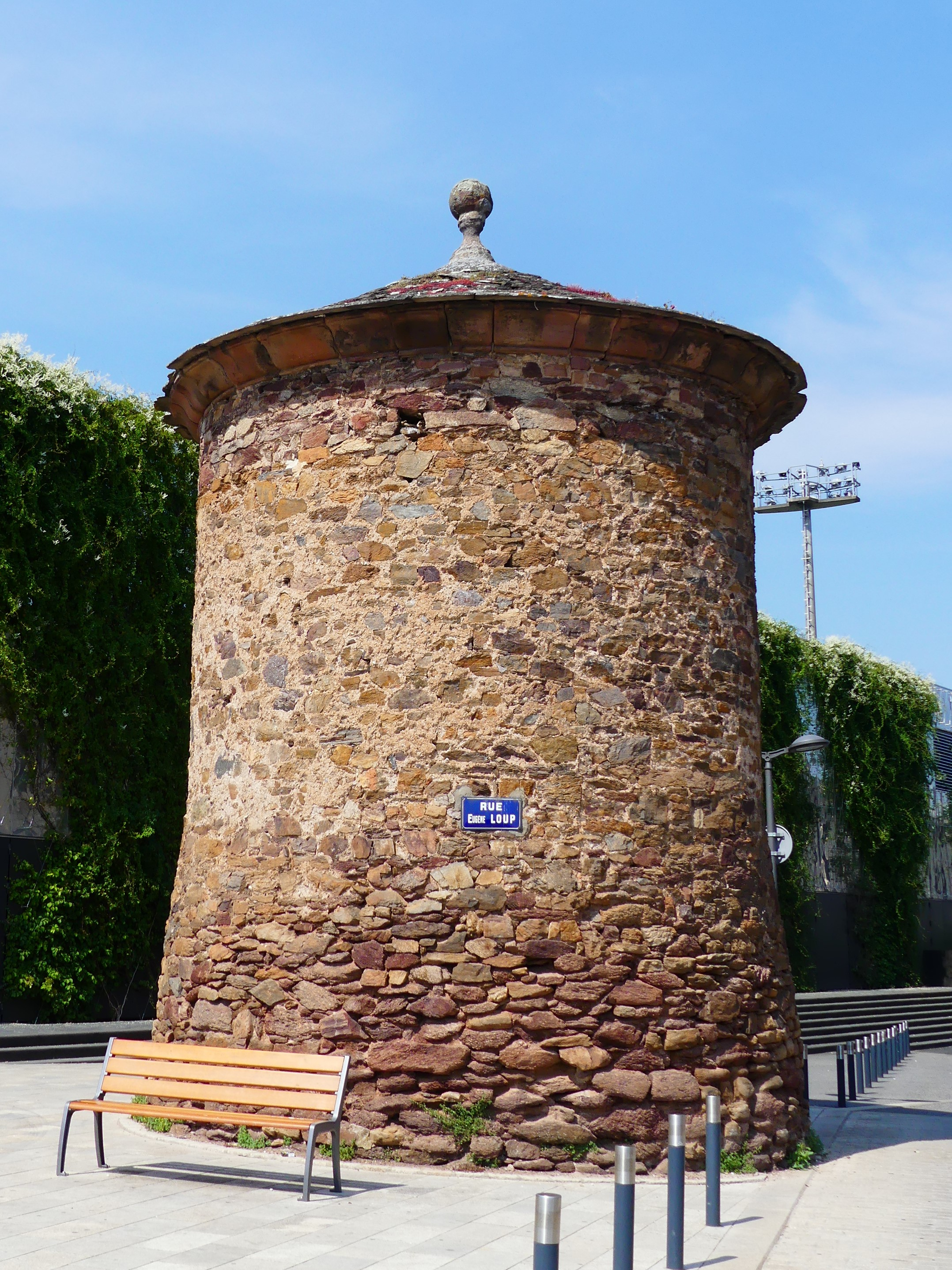
Une autre ancienne tour d'enceinte.

## Élevage
Ce haras était l'un des hauts lieux de l'élevage du cheval arabe en France, notamment grâce à l'étalon Dormane.